# VCMG
VCMG (Vince Clarke Martin Gore) — британский дуэт участников групп Depeche Mode и Erasure — Винса Кларка и Мартина Гора. Бывший участник группы Depeche Mode Винс Кларк и нынешний гитарист и автор песен группы Мартин Гор объединились после тридцатилетнего перерыва для создания музыкального техно-проекта. Ранее Винс Кларк воссоединился с Depeche Mode для работы над сборником ремиксов Remixes 2: 81–11.
Итогом сотрудничества стал студийный альбом Ssss, выпущенный 13 марта 2012 года. Во время работы над ним Кларк и Гор не встречались лично, а общались посредством электронной почты.

## Дискография

### Студийные альбомы
- 2012 — Ssss (13 марта)[3]

### EP
- 2011 — EP1/Spock (30 ноября)
- 2012 — EP2/Single Blip (27 февраля)[4]
- 2012 — EP3/Aftermaths (20 августа)[5]